# 5339 Desmars
5339 Desmars eller 1992 CD är en asteroid i huvudbältet som upptäcktes den 4 februari 1992 av de båda japanska astronomerna Tsutomu Hioki och Shuji Hayakawa vid Okutama-observatoriet. Den är uppkallad efter den franska astronomen Josselin Desmars.
Asteroiden har en diameter på ungefär 16 kilometer.